# اجعل الموت يحبني
اجعل الموت يحبني هي رواية جريمة نفسية للكاتبة الإنجليزية روث رندل، صدرت سنة 1979. يعتبرها البعض واحدة من أكثر قصصها كآبة وقوة. وصلت الرواية إلى القائمة المختصرة لجائزة إدغار وفازت بجائزة مارتن بيك المرموقة في السويد.

## الملخص
يدير آلان جرومبريدج، البالغ من العمر أربعين عامًا، فرعًا فرعيًا صغيرًا للبنك الأنجليكاني الفيكتوري في مدينة تشايلدون الخيالية في سوفولك، بمساعدة أمين الصندوق الشاب جويس كولفر. إن حياته الرتيبة في الضواحي (زواج بلا حُب، وطفلين أنانيين عديمي السحر- ابن بالغ وابنة مراهقة - ووالد زوجته البغيض الذي يعيش معهم وحياة اجتماعية تافهة) تتعارض مع خياله وأحلام اليقطته المستوحى من قراءته. "لقد وصل في وقت متأخر من حياته إلى التسمم الشديد للأدب، وقد سممه بسبب ما كان لديه... أصبح ساخطًا على نصيبه... ما لم يكن كل هؤلاء المؤلفين كاذبين، كانت هناك حياة داخلية وتجربة خارجية، عدد لا حصر له من الأشياء التي يمكن رؤيتها والقيام بها، وكان هناك شغف."
تؤدي المصادفة والأحداث العشوائية المدفوعة بأفعال أو كلمات مستقلة، التي غالبا ما تكون غير مقصودة أو غير واعية لشخصيات مختلفة، إلى عملية سطو مسلح غير مكتملة على البنك من قبل شابين، مارتي فوستر ونايجل ثاكسبي، اللذين يوازيان بدقة آلان وجويس. مارتي، المنتج المدمن على الكحول، القذر، غير المحبوب من خلفية الطبقة العاملة الريفية، هو واقعي في الشارع، في حين أن رفض نايجل الوسيم الكسول اللافت للنظر تعليمه الثانوي في المدرسة العامة، ووالديه من الطبقة المتوسطة وتطلعاتهم له. كلا الشابين، دون وازع ويبحثان عن حياة سهلة، يسرقان البنك تحت تهديد السلاح ويضطران إلى اختطاف جويس لأنها رأت وجوههما. يبدو للشرطة أن آلان قد اختطف أيضًا، لكنه في الواقع اختبأ أثناء مداهمة البنك، وفي لحظة جنون، هرب بمبلغ 3000 جنيه إسترليني الذي أغفله اللصوص.
هذه الشخصيات المركزية الأربعة مختبئة في لندن في معظم فترات الرواية. يفقد مارتي ونايجل السيطرة على الموقف سريعًا ويجدان نفسيهما فعليًا سجينا لأسيرتهما جويس، غير قادرين على الاستفادة من سرقتهما أو الاستمتاع بالأموال المسروقة أو حل موقف مستحيل. تحت هوية مزيفة، يؤسس آلان حياته التي طالما حلم بها من الإشباع الثقافي والعاطفي والجنسي والروحي، ويقع في الحب لكنه يعاني من الشعور بالذنب، فهو أيضًا محاصر في موقف لا يقدم أي حل واضح.